# Heinrich Wilhelm David Heman

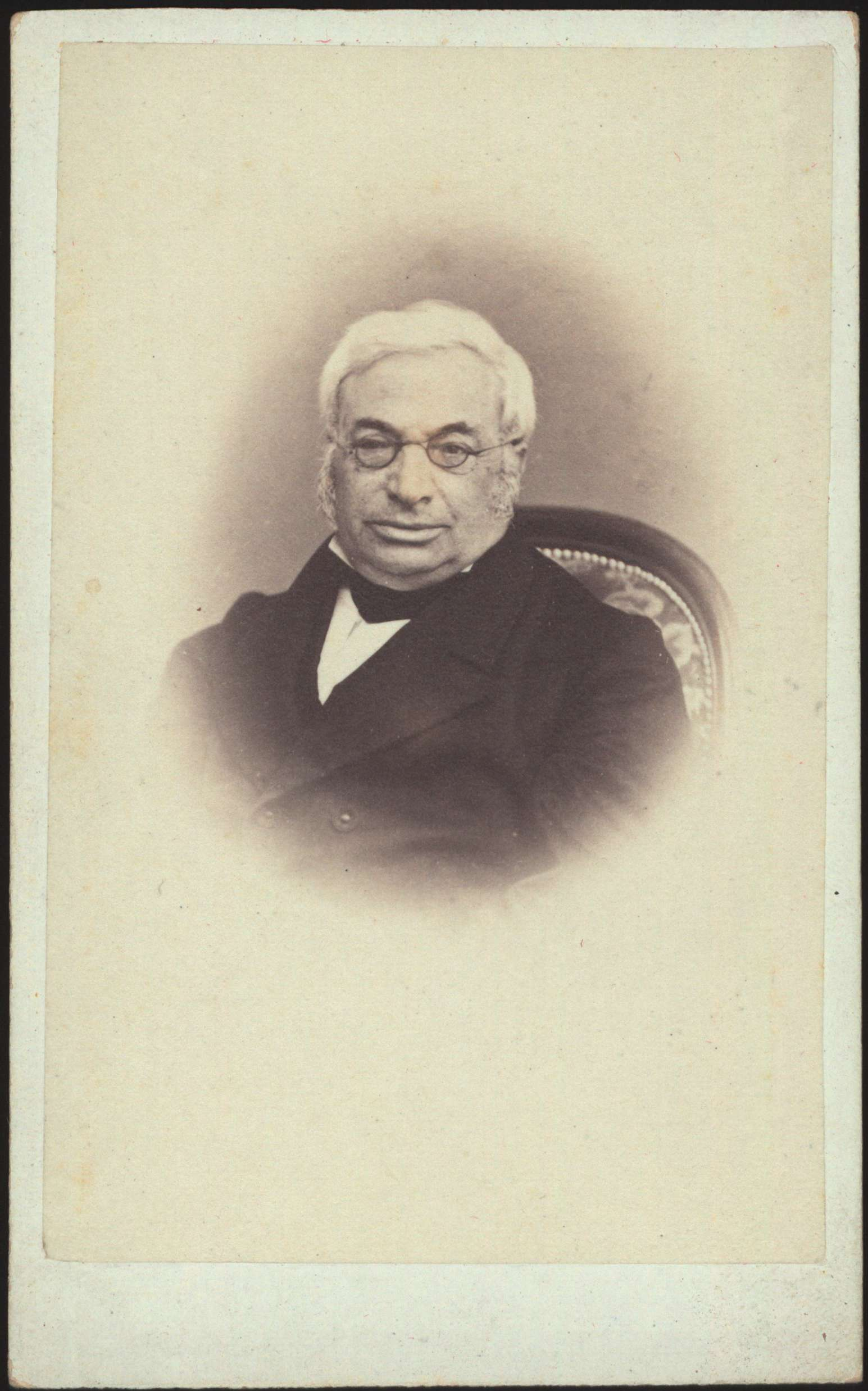
Heinrich Wilhelm David Heman (um 1868)

Heinrich Wilhelm David Heman (* 1. Mai 1793 in Kindenheim; † 4. Juli 1873 in Basel) war ein deutscher evangelischer Pädagoge und Missionar, sowie bekannter Konvertit vom Judentum zum christlichen Glauben.

## Leben und Wirken
Er wurde geboren als Israel David und war der Sohn eines strenggläubigen, jüdischen Ehepaares im pfälzischen Kindenheim. Der Vater übte dort den Beruf des  Schächters aus, die Familie lebte in bescheidenen finanziellen Verhältnissen.
David bildete sich autodidaktisch und arbeitete drei Jahre lang als Privatlehrer, bevor er 1819 am bayerischen Schullehrerseminar zu Speyer erfolgreich die Prüfung ablegte und in der Folge sein Lehrerdiplom erhielt. Voraussetzung dafür war die Anstellung an einer „wohleingerichteten, ständigen Schule“, weshalb er sich um die Stelle des Lehrers an der jüdischen Schule in Grünstadt beworben hatte.

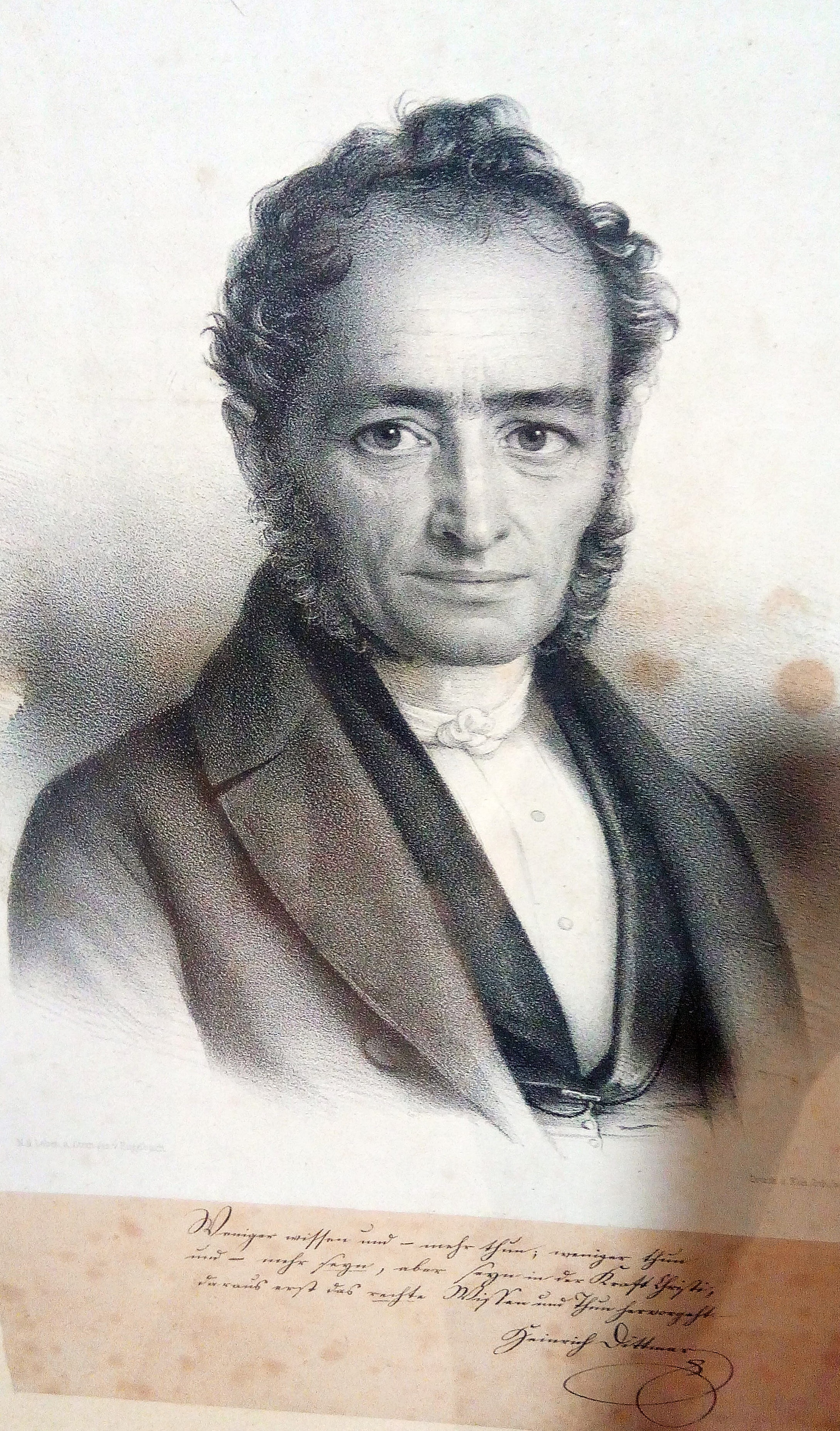
Der Freund Heinrich Dittmar, Schulrektor in Grünstadt

Israel David fungierte ab 1820 als jüdischer Lehrer in Grünstadt. 1824 kam der Pestalozzi-Schüler Heinrich Dittmar hierher und übernahm die Stelle des Subrektors, ab 1827 des Rektors der örtlichen Lateinschule. Dittmar war ein frommer Pietist und wollte für seine biblischen Studien das Alte Testament in seiner Ursprache lesen. David strebte seinerseits danach, Griechisch zu lernen und in das Neue Testament eingeführt zu werden. So freundeten sich beide an, kamen in regen Gedankenaustausch und unterrichteten sich gegenseitig. Etwa ab 1832 trat Wilhelm Stern, Direktor des Lehrerseminars Karlsruhe in diese Freundschaft ein und besuchte beide Männer öfter in Grünstadt. Auch er war ein Pestalozzi-Schüler und frommer evangelischer Christ.
In Israel David reifte der Entschluss, zum evangelischen Glauben zu konvertieren. Am 23. Juni 1833 ließ er sich, mit Ehefrau und drei Kindern, in Grünstadt taufen. Er legte sich „Heman“ (der Gläubige) als Familiennamen zu, den bisherigen Familiennamen „David“ trug er nun als Vornamen. Die weiteren angenommenen Vornamen Heinrich und Wilhelm stammen offenbar von den Freunden Heinrich Dittmar und Wilhelm Stern, die vermutlich auch als Taufpaten fungierten.
Der Übertritt Hemans zum Christentum wurde damals sehr bekannt und löste heftige Kontroversen aus. Er verlor seine Lehrerstelle, Verwandte bzw. Freunde versuchten, ihn von dem Entschluss abzubringen, und seine Mutter sagte sich öffentlich von ihm los.
Heinrich Dittmar stellte den Freund als Privatlehrer der Mathematik an seiner Lateinschule an; er und seine Kollegen finanzierten das Gehalt. Schließlich erhielt Heman eine staatliche Anstellung als Reallehrer der Lateinschule Grünstadt und der oberste bayerische Schulmann, Friedrich Thiersch, lobte seine Leistungen 1838 ausdrücklich.
Da bei Heinrich Wilhelm David Heman das theologische Interesse überwog und er auch andere Israeliten für den christlichen Glauben gewinnen wollte, folgte er 1844 dem Angebot, in Basel ein Missionshaus für konvertierte Juden zu leiten. Dieses Institut, genannt „Proselytenhaus“, hatte der evangelische Verein der Freunde Israels 1842 dort neu gegründet. Heman stand der Einrichtung 29 Jahre lang, bis zu seinem Tod im Jahre 1873, vor und unternahm zugleich auch missionarische Reisen nach Deutschland und in der Schweiz.
Sein Sohn, der evangelische Pfarrer und spätere Professor der Theologie, Carl Friedrich Heman (1839–1919), folgte ihm 1874 in der Leitung des Proselytenhauses nach.